# Museum Küppersmühle für Moderne Kunst

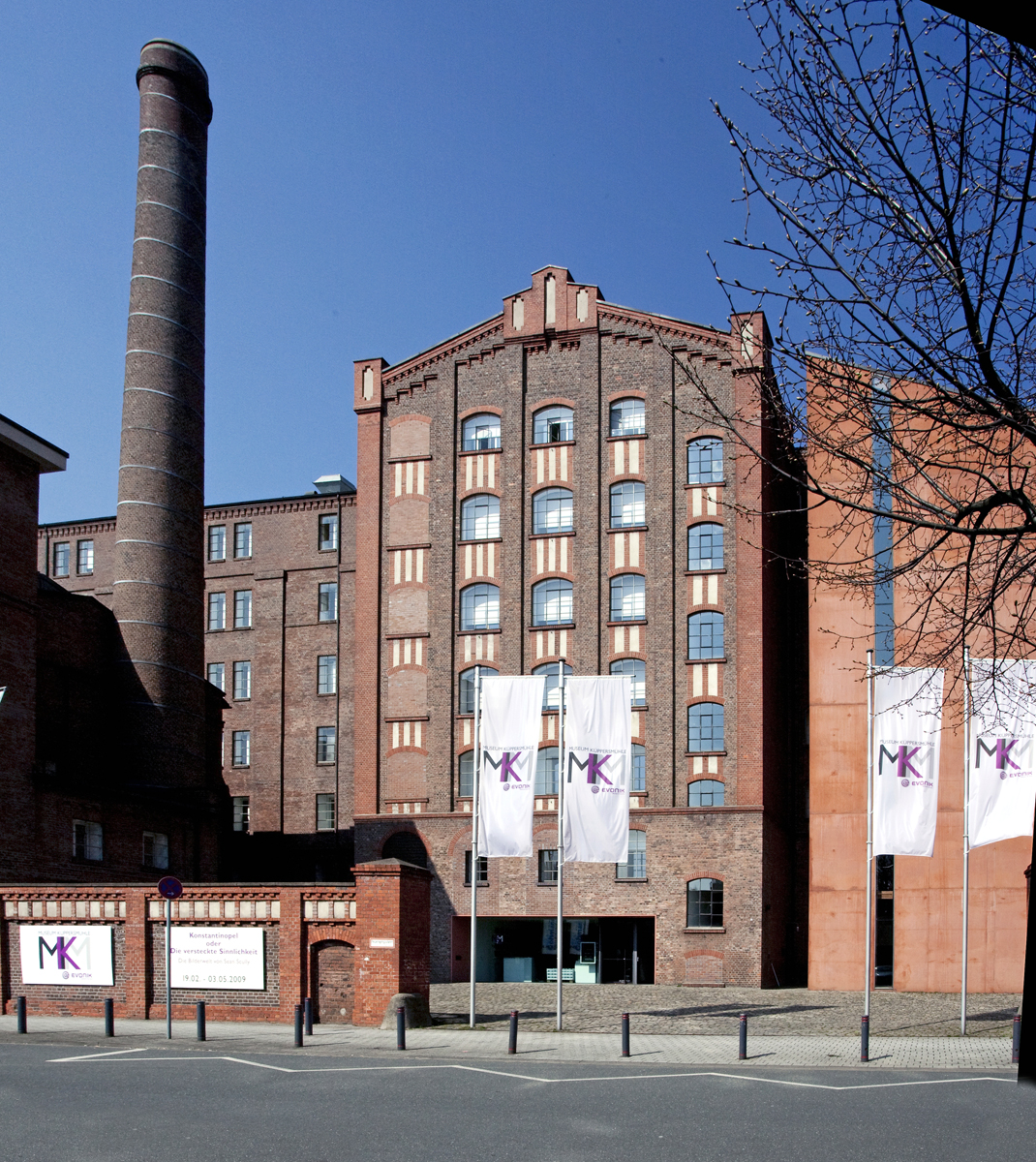
De Küppersmühle

Het Museum Küppersmühle is een museum voor moderne kunst in de Duitse stad Duisburg. Het museum werd in 1999 opgericht in een oude graanopslagplaats aan de Duisburgse Innenhafen.

## Collectie
In het museum worden in dertien ruimtes van in totaal 2500 m² kunstwerken uit de tijd vanaf de jaren 1950 tentoongesteld. De kunstwerken, voornamelijk schilderijen, zijn van verschillende kunstenaars, waaronder Georg Baselitz. Verder worden in het museum kunstwerken van o.a. Joseph Beuys, Karl Otto Götz, Jörg Immendorff, Hanne Darboven, Anselm Kiefer, A. R. Penck, Sigmar Polke en Gerhard Richter tentoongesteld.

## Gebouw
Het museum is gevestigd in een voormalige graanopslagplaats aan de Innenhafen, het oude havengebied van Duisburg. De graanopslagplaats was onderdeel van een molenbedrijf, waartoe ook een ketelhuis met schoorsteen en een silo behoorden (deze laatste is inmiddels gesloopt). In 1969 kreeg het gebouw zijn huidige naam toen het molenbedrijf door de firma Küpper werd overgenomen. In 1972 werd de molen stilgelegd. Eind jaren 90 werd het gebouw, naar een ontwerp van architectenbureau Herzog & de Meuron, omgebouwd tot museum.